# Civry
Civry era una comuna francesa situada en el departamento de Eure y Loir, de la región de Centro-Valle de Loira, que el 1 de enero de 2017 pasó a ser una comuna delegada de la comuna nueva de Villemaury al fusionarse con las comunas de Lutz-en-Dunois, Ozoir-le-Breuil y Saint-Cloud-en-Dunois.

## Demografía
| Gráfica de evolución demográfica de Civry entre 1800 y 2014 |
|                                                             |

Los datos demográficos contemplados en este gráfico de la comuna de Civry se han cogido de 1800 a 1999 de la página francesa EHESS/Cassini, y los demás datos de la página del INSEE.